# Provincia de Hermanas Mirabal
Hermanas Mirabal (antes provincia Salcedo) es una de las 32 provincias de la República Dominicana situada en el centro-norte del país. Limita al norte y oeste con la provincia Espaillat, al este con la provincia Duarte y al sur con la La Vega. Tiene a  Salcedo como municipio cabecera y Tenares como capital económica provincial ya que este produce el 55% PIB.  
Fue creada, con el nombre de Salcedo, el 3 de marzo de 1952, entrando en vigencia el 16 de agosto del mismo año. En noviembre de 2007 se cambió el nombre por el actual de Hermanas Mirabal en honor a las hermanas Patria, Minerva y María Teresa Mirabal, oriundas de la localidad Ojo de Agua, Salcedo, quienes fueron brutalmente asesinadas el 25 de noviembre de 1960 por personeros de la tiranía de Trujillo.
Gracias a su valentía, las Hermanas Mirabal han recibido reconocimientos internacionales y cada 25 de noviembre se conmemora el Día Internacional de la No Violencia Contra la Mujer.

## Antecedentes Históricos
Creación de la Provincia
En su inicio, la actual ciudad de Salcedo se conoció con el nombre de Juana Núñez, esto a partir probablemente del nombre de la dueña de los predios comprendidos en el territorio en los tiempos de La Colonia.
Mientras tanto, el Municipio de Villa Tapia, que lleva este nombre en honor del héroe nacional Doroteo Tapia pertenecía al municipio de La Vega.  
Los principales obstáculos que se presentaron a esta demarcación fueron la determinación de los límites con La Vega, tras la creación de la provincia Espaillat, estos por el temor de los veganos de perder parte importante de su presupuesto municipal, el cual se reduciría en aproximadamente un 50%; para esa época tenía asignada una partida anual de veinte mil pesos.  
Este problema fue resuelto por el Congreso Nacional en 1880 mediante la elevación de categoría a Juana Núñez como puesto cantonal. 
Debido a la inestabilidad política de la época y a la predominancia de intereses caudillistas hubo serios trastornos en las relaciones entre Salcedo y La Vega, este litigio duró aproximadamente 20 años y no fue hasta el 20 de abril de 1907 cuando el Congreso Nacional da los límites definitivos a Salcedo, mediante la resolución n.º 4744. 
Debemos pensar para este tiempo en una sociedad bastante cerrada e incomunicada por la situación de viabilidad imperante y la escasa población. 
El 22 de abril de 1891, siendo presidente de la República Ulises Heureaux, se determinó el cambio de nombre de Juana Núñez por el de Salcedo, en honor al prócer de la Independencia, general Francisco Antonio Salcedo. 
Con la fundación del pueblo se registran importantes fenómenos de participación social por la realización de acciones mancomunadas. La población se organizó para la preparación y cuidado de las primeras obras de importancia de Salcedo. 
La población tomó una participación muy activa en la construcción del parque, las calles, la iglesia, carreteras y caminos, electrificación, así como en el importante ferrocarril, quien les permitió conectarse con La Vega, San Francisco de Macorís, Sánchez y más tarde con Moca. 
La construcción de la línea ferroviaria fue de gran importancia, permitiendo una comunicación inter-provincial, logrando una inserción al mercado, tanto nacional como internacional. 
La continua reivindicación de sus pobladores por el progreso alcanzado en la primera mitad del presente siglo, tanto en el orden económico como en término cultural permitió la creación de la Provincia el 16 de agosto de 1952, Provincia que comprende los Municipios de Salcedo, Tenares, y el entonces Distrito Municipal de Villa Tapia. 
Como se puede apreciar, el Municipio de Salcedo tuvo un rol preponderante en la constitución de la Provincia, el mismo se desprendió de la provincia Espaillat; Tenares fue desprendido de la provincia Duarte y Villa Tapia de la provincia de La Vega. 
El hecho de la constitución en tiempos recientes de una provincia, a partir del desprendimiento de otras tres, ha generado problemas de reconocimiento e integración provincial todavía muy vivos en la población. 
El 20 de noviembre de 2007, aniversario del asesinato de las Hermanas Mirabal ha sido promulgada la ley que da el nombre de las Hermanas Mirabal a la Provincia. 
El Ayer Económico-Territorial
El proceso de colonización de finales del siglo pasado y la introducción del cultivo del café y del cacao establecieron la base principal de la economía provincial, que vinieron a sustituir las explotaciones madereras y del hato ganadero, principalmente en la parte montañosa. 
La parte llana conserva por mucho tiempo sus rasgos de grandes propiedades explotadas con ganadería y plátanos, rasgos que todavía permanecen evidentes hoy día. 
Es alrededor de estos cultivos que se fomenta la burguesía agroexportadora de la Provincia, que a la vez asume un rol de abastecedora de insumos y bienes al sector campesino. 
Dada la capacidad productiva de los suelos de Salcedo, condiciones climáticas y ecológicas les permiten que esta desarrolle los cultivos de café y cacao.  
Para los años 1770 el desarrollo de la producción de caña de azúcar, café y cacao se constituyeron en el soporte de la economía dominicana. 
La producción del cacao tiene una gran tradición en el país, este conjuntamente con la producción del azúcar fueron las principales actividades durante los años de la colonización, fundamentado sobre la base del trabajo esclavo para el mercado colonial español. 
Para el siglo XVII (1650), la producción mercantil sufrió una marcada disminución, debido entre otras cosas, a la emigración de los colonizadores hacia otros países de América Latina, falta de esclavos y la desaparición por completo de éstas plantaciones por la fuerte catástrofes naturales. Para esta época la producción a nivel nacional se redujo a unas 650 mil libras por año.
La producción de cacao se reinicia en el siglo XVIII, constituyéndose así en unos de los índices más importantes del desarrollo, aunque se debe señalar que la misma se realiza de manera muy tímida y ya para los años 1785 las plantaciones existentes apenas dan para auto-consumo del país, satisfacen sólo el consumo interno. 
Por tanto, los diferentes acontecimientos que afectaron al país le pusieron fin a la producción del cacao tanto a finales del siglo XVIII como a los inicios del siglo XIX. 
La producción de este rubro no ha seguido una evolución constante. En este sentido, sólo a partir de la segunda mitad del siglo pasado (1860), se reinicia la producción mercantil, con unas nuevas relaciones de explotación, en vista de que la esclavitud fue abolida de la isla. Esta se realiza en pequeñas explotaciones con métodos muy atrasados de producción, pero la misma se concentra en manos de pequeños propietarios. 
Las zonas de San Francisco y sus alrededores confirman este tipo de explotación, realizándose hasta dos cosechas por año. 
Con la nueva forma de explotación se logra una producción continua e irreversible y que sólo se ve afectada por el alta y baja de los precios, tanto nacionales como internacionales, así como por la forma de explotación (bajo niveles tecnológicos). 
Para el 1917-1919 la exportación del café registra un significativo aumento, creciendo a una tasa de un 18% promedio anual; de igual manera para el período 1928-1930 se exportó en ese último año unas 5,000 toneladas, dando con esto el inicio de una muy significativa importancia en la economía exportadora. 
Para la década de 1940-1950 dichos cultivos tomaron un considerable repunte, en vista de que en los mismos había ocurrido una mejoría de los precios en el mercado internacional, como consecuencia del convenio del café, donde Estados Unidos asigna una cuota de 120,000 sacos a la República Dominicana. Esto trajo como consecuencia de que las exportaciones hacia Estados Unidos aumentaran hasta cuatro veces, aumentando al mismo tiempo la calidad del café de exportación.
La economía cafetalera a escala nacional se constituye en una de las actividades más prósperas del sector agropecuario. 
Los costos de producción por quintal fueron estimados en RD$ 5.55 pesos y el precio de venta fue de US$ 10 dólares el quintal, lo que constituyó un gran impulso a este rubro. 
La articulación del café con el mercado internacional obliga a los productores a mejorar la calidad del café y con este la productividad. 
Para 1943 la producción promedio fue de 0.44 quintales por tareas; en 1950 pasó a 0.60 qq /tareas y posteriormente en 1960 dicha relación logró 1.51 qq /tareas. 
Se debe mencionar que las principales concentraciones de las plantaciones de café fueron en las provincias Azua, Barahona, San Juan, Espaillat, Salcedo, hoy Hermanas Mirabal, La Vega y la provincia Duarte.
La actividad cacaotalera fue un complemento para la actividad cafetalera. Esta actividad se desarrolló en torno al ferrocarril La Vega-Sánchez, desde finales del siglo XIX. 
Los primeros centros importantes de este rubro se localizaron en las cercanías de La Vega, poco a poco se incorporó San Francisco de Macorís, convirtiéndose en el cultivo fundamental del área. 
Durante el período trujillista estas demarcaciones explicaron el 60% de la producción nacional, y a pesar de tener el cacao dominicano una productividad muy baja, la misma siguió una tendencia hacia el mejoramiento por las exigencias del mercado internacional. 
Este cultivo mantuvo una producción de 0.45 qq/tareas en 1940; 0.60 qq/tareas en 1950 y 0.80 qq/tareas en 1960.
El cacao dominicano tenía un rendimiento 3 o 5 veces menor que el de otros países, lo que lo colocaba en una situación mucho más difícil. 
La línea férrea que conducía de Salcedo al Puerto de Sánchez había permitido el auge económico con la inserción de la provincia en los mercados internacionales, al mismo tiempo que por su ubicación constituía punto de tránsito vial entre la ciudad Capital y la ciudad de Santiago de los Caballeros, importantes centro de desarrollo productivo y comercial. Con la construcción de la actual Autopista Duarte y la desaparición de la línea férrea en la segunda mitad del presente siglo, la Provincia se aísla de los flujos comerciales y empieza un lento, pero inexorable decaimiento. 
La desaparición de las cuotas de exportación a los diferentes países productores, la caída de los precios internacionales del café y del cacao, la aparición de nuevas enfermedades y el deterioro de las plantaciones, determina en la última década que la explotación del cultivo del café se haya vuelto antieconómica, causando el colapso de las pequeñas y medianas explotaciones agropecuarias de la Provincia, hecho que junto al proceso en acto de aislamiento de los mercados ha agravado ulteriormente el deterioro de las condiciones económicas de la población.

## División administrativa
La provincia Hermanas Mirabal tiene una superficie total de 440,43 km². Está dividida en tres municipios y dos distritos municipales.
Los municipios son:
- Salcedo, como Municipio Cabecera y capital de la provincia.
- Tenares capital Económica de la provincia por ser el Municipio más Desarrollado.
- Villa Tapia

Los Distritos Municipales son:
- Jamao Afuera
- Blanco Arriba

## Geografía
Las formaciones ecológicas de la Provincia se caracterizan por la presencia de dos zonas de vida: bosques húmedos subtropical y bosques muy húmedos subtropical. Estas zonas de vida cubren gran parte del Cibao Central y Oriental, las mismas se encuentra a una altura que varía entre 7 y 310 m s. n. m., y una temperatura promedio de 25.71C. 
Bosque Húmedo Subtropical (BH-S)
Esta zona de vida es localizada en la parte baja de la Provincia, lo que corresponde a la parte Oriental del Cibao. 
Las condiciones ecológicas de esta zona de vida dependen de la influencia de los anticiclones subtropicales y la dirección de los vientos alisios. Las lluvias son más frecuentes en los meses de abril a diciembre, definiéndose una estación seca y una evapotranspiración de un 20% menor que la precipitación media anual, sin embargo por su distribución las lluvias no garantizan una suficiente disponibilidad hídricas en varios meses del año. 
Las precipitaciones varían de 1000 mm., a 1300 mm., anuales; con temperatura promedio de 201c., a 241c.
La vegetación natural de esta zona corresponde a los arbóreos de crecimiento moderado, pero de fácil regeneración. Las especies dominantes son: el capá (catalpa longissima); caoba (swietenía mahogoni); y la palma real (roystonea regia).
El uso adecuado para un mejor aprovechamiento agropecuario se orienta a la agricultura intensiva, con buena práctica de manejo, ya que los cultivos son proclives a los ataques de plagas y enfermedades. Los cultivos que frecuentemente se acogen a estas condiciones son los perennes, específicamente el café, cacao, guineo, entre otros. 
El uso pecuario más común es la ganadería extensiva, principalmente la vacuna, en vista de que esta zona cuenta con las condiciones adecuadas para el desarrollo de pastizales, especialmente yerba de guinea, pangola y estrella africana en algunos de los casos. 
Bosque Muy Húmedo Subtropical
Esta ocupa la parte Norte de la Provincia, específicamente la zona montañosa, correspondiente a los terrenos accidentados de la Cordillera Septentrional. 
El régimen pluviométrico es similar al de la zona de vida anteriormente señalada, pero con una mayor intensidad y de una distribución irregular de las lluvias; sin una estación seca pronunciada. 
La evapotranspiración es 60% menos que la precipitación media anual, sin embargo también en este caso las lluvias no aseguran por todo el año suficiente disponibilidad hídricas para los cultivos de ciclo corto.
La vegetación natural predominante corresponde a una vegetación arbórea exuberante, caracterizada por la presencia de epifitas y parásitas. 
En cuanto al uso, el mismo debe estar orientado a la agricultura de especies que soporten alta humedad, el caso de los perennes (café, cacao y frutales); y para los anuales (ñame y yautía), mientras que para la pecuaria es apropiado para ganadería de carne, por las pocas exigencias de dichas razas. 
Fisiografía
La división fisiográfica de la Provincia comprende dos unidades importantes: la parte Norte, con la Cordillera Septentrional y el Sur con una extensa llanura que colinda, tanto con el Cibao Central como con el resto del Occidental.
La Cordillera Septentrional es el sistema montañoso que ocupa la parte Norte de la Provincia, e interesa a los municipios de Salcedo y Tenares.
Los suelos de la Cordillera Septentrional presentan topografía accidentada, baja precipitación y baja capacidad productiva. En ella nace el principal río de la Provincia (Cenoví) y los diferentes arroyuelos, así como también una serie de ríos que no pasan por la Provincia, pero están en las zonas aledañas. Unos vierten sus aguas sobre el sistema hídrico Camú-Yuna, de la provincia La Vega y otros (Boba, Jamao, Blanco) en el Océano Atlántico. 
Según el atlas geológico y mineralógico de la República Dominicana, los suelos de la Provincia Hermanas Mirabal se han desarrollado sobre los siguientes materiales geológicos: 
Depósitos lacustres marinos (Q lac), principalmente arcillas calcáreas, los cuales podemos encontrar en toda el área que conforman el municipio de Villa Tapia, y en parte de los municipios de Salcedo y Tenares. 
Calizas areniscas calcáreas y conglomerados (ocrg), siendo estos el material subyacente de los suelos que conforman los poblados de Jamao Afuera y parte de los suelos de Tenares. 
Calizas cárstica (mck). Estos materiales son el material subyacente de los suelos de los poblados Los Cacaos y parte de los de Buena Vista y Jánico Afuera. 
Calizas y rocas volcánicas, principalmente tobas, las cuales podemos encontrarlas en la parte Este y Norte del poblado de Buena Vista. 
La Provincia Hermanas Mirabal presenta un relieve irregular, cuya topografía en su gran parte presenta suelos de conformación ondulada. Cabe destacar que la Provincia está constituida por aproximadamente un 50% de zona montañosa y por un 50% de zona llana, presentando tierras de óptima condiciones para la agricultura en la zona del valle. 
Se observa que sólo la parte más baja de la Provincia tiene problemas de inundación, tanto por la afluencia de los ríos, por el nivel de la capa freática y por ser demasiado planos, tal es el caso del Municipio de Villa Tapia. 
Suelos
El 59.3% del territorio tiene vocación agropecuaria. 
Según el uso potencial de los suelos en la Provincia, existen seis (6) clases de suelo, faltando las clases de suelos no cultivables, aptos solamente para parques nacionales y zona de vida silvestre. 
De acuerdo a la evaluación edafológica de la Provincia, existe unas 43,530 hectáreas de suelos perteneciente a la clase de capacidad de uso entre I-VII., conformando así la superficie total. De estas tierras un 35.4% corresponden a suelos de la mejor calidad, la clase I, los mismos son terrenos con una alta productividad por sus condiciones topográficas y el buen nivel de manejo.
Debemos destacar la gran dotación de suelos aptos para agricultura intensiva. La Provincia concentra un 44.1% (19,195 hectáreas) de suelos clases I, II y III. 
Por otra parte se puede observar una significativa proporción de suelos clase V y VI, unas 4,572 hectáreas, lo que significa un 10.5% de la superficie total. Estos suelos no cultivables los mismos tienen vocación para pastos y tienen factores limitantes muy severos. En los mismos se pueden implementar cultivos de montaña con una buena práctica de manejo por las condiciones topográficas, profundidad y rocosidad. 
Finalmente, la tierra clase VII son terrenos no cultivables, con aptitud solamente para fines forestales. Esta alcanza una superficie de 19,763 hectáreas, o sea que ocupan un 45% de la superficie de la Provincia. Se recomienda prácticas de conservación y métodos racionales de explotación forestal. 
El nivel de utilización es de un 29% de las tierras de uso potencial agropecuario, o sea un índice de utilización muy bajo, y un nivel efectivo de aprovechamiento ineficiente, ya que los suelos no están siendo utilizados según su capacidad de uso, presentándose un conflicto de uso. Tierras aptas para cultivos comunes se encuentran cubiertas de bosques, pastos y malezas.  
Conjuntamente con el problema de la sub-utilización de los suelos, se encuentra las deficiencias en las disponibilidades de agua para riego, lo que dificulta que estos logren un buen rendimiento y productividad. 
Clima
La Provincia presenta características de clima subtropical, influenciado tanto por los vientos alisios como por las condiciones topográficas que se presenten. La precipitación media anual es de 1,345.4 mm., presentándose pequeñas variaciones estacionales a lo largo de los meses del año. Las máximas precipitaciones se registran en los meses de abril hasta diciembre, que superan los 100 mm., por mes, excepto el mes de junio que registra 83 mm. 
Los menores valores de precipitación ocurren en enero, febrero, marzo y junio. La deficiencia o desenlace hídrico se registran durante los meses de junio hasta octubre. La temperatura media anual es de 25.81C. El promedio más bajo se registra en el mes de enero, en el cual llega a 241C. La más alta se registra en los meses de junio hasta septiembre, llegando a un máximo de 27.101C.
Los principales ríos de la Provincia son Cenoví y Bacuí.
El Cenoví nace en la cercanía de la comunidad de Los Cacaos, pasando por el Este de Villa Tapia, para más luego verter sus aguas al río Camú. 
El río Bacuí nace en la loma Aguacate Arriba, al oeste de la Provincia Espaillat y desemboca también en el río Camú. 
Otros ríos y arroyuelos que nacen en la parte montañosa de la Provincia forman parte del potencial hídrico de dicha demarcación, tal es el caso del arroyo Palmar, que nace en Los Cacaos, parando al oeste de Salcedo, continuando su curso hasta la Provincia de La Vega. 
En un análisis de las cuencas de los ríos encontramos que su La mayoría de las cuencas de los ríos incluyen zonas situadas fuera de la provincia.
Se debe realizar un análisis pormenorizado sobre el régimen de caudales de los diferentes ríos aquí mencionados para determinar si dichos ríos cuentan con el potencial hidrológico suficiente para darle atención a la demanda de la población, tanto para el consumo humano, y el uso industrial y agrícola.
Recursos Forestales
Según la capacidad productiva de los suelos, la Provincia cuenta con un 45.4% de la superficie total de suelos aptos solamente para explotación forestal, zona de recreo y vida silvestre, así como para la protección de las cuencas hidrográficas. 
Predomina el bosque propio de zona húmeda, dada las condiciones climáticas es un área muy boscosa en término relativo. Esto se explica el desarrollo de los cultivos perennes en toda la Provincia, especialmente en los municipios de Salcedo y Tenares. 
La actividad económica principal descansa sobre los cultivos de café y cacao. Dichos cultivos requieren de protecciones boscosas para su mejor desarrollo. 
Esta zona cuenta con extensa porciones de tierra cubierta de amapola. 
Debemos señalar que la situación forestal descrita anteriormente se ve amenazada, tanto por el destino que se les dé a los cultivos de café y cacao como por la extracción intensiva de madera con fines comerciales, sin contar con un plan de manejo. 
Otro factor que amenaza la foresta provincial y regional es la práctica seguida por algunos agricultores de tala y quema. 
En el caso del potencial de suelos para uso forestal, es proporcionalmente igual al de la región y el país. La Provincia cuenta con un 45.4% de la superficie total de suelos clase VII; el Cibao con el 49% y el país con el 50% de suelos de esta clase. 
Recursos Minerales
En Salcedo no se han manifestado indicios de minerales metálicos, aunque existan reducidos depósitos de minerales ferrocupríferos, aunque no se descarta la existencia de importantes yacimientos, en vista de que esta Provincia forma parte de una de las subregiones de mayor yacimiento del país. 
En cambio que para los minerales no metálicos, la Provincia cuenta con importante potencial de rocas calizas y conglomerados calcáreos, las mismas son de singular importancia para el agregado de canteros y para aplicaciones del carbonato de calcio. Este tipo de mineral se localiza en mayor proporción en el Norte de Tenares. 
Por otra parte, en lo referente a recursos energéticos, la Provincia no cuenta con potencial explotable, existiendo simple manifestaciones de carbón (lignito).

## Economía
Su economía es esencialmente agrícola en toda la provincia siendo los productos principales plátano, yuca, cacao y café.
En el municipio de Tenares, la agricultura sigue siendo el principal rubro económico, seguido de los servicios, remesas, entre otros. Esta diversificación de su producción, así como también la estabilidad social han sido elementos importantes para que Tenares haya emergido como la capital económica provincial desde mediados de los años 80´s hasta la actualidad. Según datos oficiales, este municipio reporta cerca del 50% de los impuestos totales de la provincia y es municipio con mayor presencia de instituciones financieras nacionales y regionales.
Tenares no tiene sistema cloacal.

## Sitios de Interés Turístico
Información general
La Provincia Hermanas Mirabal se adhiere a la Carta Internacional Sobre Turismo Cultural y en tal sentido sus autoridades y fuerzas sociales vienen desarrollando múltiples esfuerzos desarrollar una oferta turística que presente su Patrimonio Cultural y lo integre a una más amplia visión del desarrollo humano. Un Patrimonio que abarca los paisajes, los sitios históricos, los emplazamientos y entornos construidos, así como la biodiversidad, los grupos de objetos diversos, las tradiciones pasadas y presentes, y los conocimientos y experiencias vitales. Registra y expresa largos procesos de evolución histórica, constituyendo la esencia de una identidad local, y es parte integrante de la vida moderna.
Es un punto de referencia dinámico y un instrumento positivo de crecimiento e intercambio. La memoria colectiva y el peculiar Patrimonio cultural de la Provincia es insustituible y una importante base para el desarrollo no solo actual sino futuro. 
Por lo anterior se ha sistematizado una oferta turística coherente que abarca tantos aspectos históricos, culturales y naturales.

Ruta de las Mariposas

En la provincia hay tres lugares que cuentan la Historia de las Hermanas Mirabal:
1. La Casa Museo Hermanas Mirabal Archivado el 9 de junio de 2013 en Wayback Machine., situada en el km.1 de la carretera Tenares - Salcedo.
2. El Monumento a las Hermanas Mirabal Archivado el 5 de octubre de 2013 en Wayback Machine., en la comunidad de Ojo de Agua frente a la casa donde nacieron las Hermanas Mirabal.
3. El Jardín Memorial Casa de Patria Archivado el 4 de octubre de 2013 en Wayback Machine., en San José de Conuco, donde vivía Patria Mirabal y que fue saqueada y quemada por los calieses de la dictadura.

Casa Museo Archivado el 9 de junio de 2013 en Wayback Machine.
Desde hace varios años la Casa Museo Hermanas Mirabal Archivado el 9 de junio de 2013 en Wayback Machine. en Conuco, carretera Tenares - Salcedo, es visitada por miles de personas, especialmente por estudiantes interesados en la historia de Patria, Minerva y María Teresa.
La historia de estas mujeres madres cuya coherencia en la dignidad y el compromiso con la patria les costó la vida, se ha constituido en un símbolo de lucha de las mujeres por reafirmar sus derechos y en cuyo nombre se levantan las banderas de lucha por la superación de la pobreza y frente a toda forma de violencia contra la mujer.
Esta vivienda fue convertida en “Casa Museo” Archivado el 9 de junio de 2013 en Wayback Machine. tras la muerte de doña Chea (Madre de las Hermanas). Construida en el año 1954, fue morada de Doña Chea desde el 1956 hasta el 20 de enero de 1981, día de su muerte. Las hijas vivieron en la misma casa junto a ella madre los últimos diez meses de sus vidas (cuando sus esposos estaban presos y ellas eran perseguidas por las guardias de Trujillo), hasta el 25 de noviembre de 1960.
La Fundación Hermanas Mirabal es la responsable de la creación de la Casa Museo Archivado el 9 de junio de 2013 en Wayback Machine., la cual fue ideada con la finalidad de mantener viva la historia del pueblo dominicano. Esta casa abrió sus puertas por primera vez al público en el año 1965, para luego reabrir con el concepto de Casa Museo el 8 de diciembre de 1994.
La Casa Museo Archivado el 9 de junio de 2013 en Wayback Machine. tiene como misión el rescate de la memoria de estas tres mujeres, sus vidas, sus pensamientos, los principios e ideales que enarbolaron, así como las actividades de resistencia durante su lucha por la libertad, la justicia y los derechos humanos en la República Dominicana.
En la actualidad la Casa Museo está bajo la administración del Museo Memorial de la Resistencia Dominicana.
La Fundación Hermanas Mirabal en noviembre del año 2000 al cumplirse el 40 aniversario del vil asesinato de las Hermanas Mirabal y de Rufino de la Cruz, durante un emotivo acto llamado De regreso a casa, trasladó los restos de las hermanas junto a los del Dr. Manuel Aurelio Tavarez Justo (Manolo), desde el cementerio municipal de Salcedo al Mausoleo que se encuentra debajo de un samán centenario ubicado en los jardines de la casa. Los restos de Rufino de la Cruz por voluntad de la familia permanecieron en el cementerio del Municipio de Tenares. 
El Mausoleo fue diseñado por Arquitecto Rodolfo Pou. Es una fuente con agua, que simboliza la continuación de la vida, con los cuatro nichos a su alrededor. Fue construido con las piedras que guardaba Minerva con el propósito de construir un patio español. El agua simboliza la vida, las piedras eternidad y la pirámide escindida dice que su vida fue cortada antes de tiempo.
Este espacio fue declarado extensión del Panteón de la Patria mediante el decreto No.1211-00.
La visita a la Casa Museo Archivado el 9 de junio de 2013 en Wayback Machine. además de conocer la historia de Las Mariposas permite mirar las características de las casas vernáculas y populares, una arquitectura que posee características regionales muy definidas, resultado de influencia indígena, española, africana y de Europa Occidental en general.

Monumento (enlace roto disponible en Internet Archive; véase el historial, la primera versión y la última).
El Monumento Archivado el 5 de octubre de 2013 en Wayback Machine. ubicado en una pequeña plaza frente a la casa fue una iniciativa del productor Freddy Veras Goico, apoyado por la población, en primer lugar de la provincia, luego del país, así como por las autoridades, que hicieron un aporte económico para su construcción en 1985, el cual se unió a lo recaudado para estos fines por los diversos grupos sociales.
Se realizó un concurso abierto, siendo seleccionado el diseño por el Arq. Fernando Leonor. Fue inaugurado como parte de las actividades conmemorativas al 25 de noviembre, aniversario del asesinato.
A un lado del Monumento se instaló el chasis del jeep donde viajaban las hermanas junto a Rufino de la Cruz, el cual muestra la violenta torcedura producto de haber sido arrojado por un precipicio para simular el accidente. 
Jardín Memorial (enlace roto disponible en Internet Archive; véase el historial, la primera versión y la última).
El terreno donde estaba la casa de Patria Mirabal Archivado el 4 de octubre de 2013 en Wayback Machine. se reacondicionó en 1973 tras la muerte de su esposo Pedro González Cruz, por voluntad de la hermana de Patria, Bélgica Adela (alias doña Dedé), bajo el cuidado de la Fundación Hermanas Mirabal.
En este lugar trascurrió la vida de la familia González Mirabal formada por Pedro y Patria y sus tres hijos Nelson, Noris y Raúl y rodeada por las demás casas de familiares de Pedrito González en un sector donde sólo viven hasta la actualidad, los sucesores de la familia González en Conuco. 
Fue aquí donde se originó la reunión del 9 de enero de 1960 para la constitución del Movimiento Revolucionario 14 de Junio (la constitución formal del mismo tuvo lugar el 10 de enero de 1960 en la finca de Charlie Bogaert, en Mao). 
La casa de Patria Archivado el 4 de octubre de 2013 en Wayback Machine. y Pedro confiscada y obsequiada como “premio” a Alicinio Peña Rivera; Jefe del SIM en el Cibao quien luego participaría en la planificación y ejecución del asesinato de las hermanas Mirabal y Rufino de la Cruz. Alicinio Peña desmontó la legendaria casa construida en 1941 para terminar una que construía en Santiago de los Caballeros. Después del asesinato de Trujillo la casa de Santiago fue destruida por grupos de ciudadanos furiosos.

Ruta de los Murales

La Ruta de los Murales, nació en el año 2006, como una de las actividades del Festival Cultural Hermanas Mirabal, que tiene por objetivo la preservación, el fomento y la promoción de todas las expresiones artísticas y valores culturales de la provincia. Involucra a artistas del pincel, locales y de otras ciudades de República Dominicana, quienes lo hacen como un aporte a la provincia, pintando murales en hospitales, liceos, empresas privadas y públicas. 
Desde el año 2006 a la fecha, un equipo de personas interesadas en impulsar el desarrollo de la Provincia han logrado hacer que la belleza y los sueños de esta se perciban desde cualquiera de sus entradas, resaltando el valor de la capacidad artística que poseían Patria, Minerva y María Teresa Mirabal a través de lo que han denominado La Ruta de los Murales, consiguiendo que esta provincia sea un verdadero lugar para el deleite de las artes visuales.
Esta iniciativa de las Organizaciones de la provincia e impulsada por el Comité organizador del Festival Cultural Hermanas Mirabal, tiene hoy el reconocimiento del mundo cultural y político como un ejemplo de arte popular que ha sido construido por hombres y mujeres del pueblo y apoyado por pintores de todo el país, proyecto que se irá mejorando y ampliando con el apoyo de los ayuntamientos municipales bajo la dirección del Consejo provincial por la Cultura y las Bellas Artes de la provincia.
La “Ruta de los Murales” cuenta con una plataforma muy sólida por la cantidad de organismos de base que canalizarán sus experiencias en torno a la cultura de paz y desarrollo. El proyecto, convoca a instituciones de otras provincias cibaeñas, como Moca, La Vega, Bonao, San Francisco de Macorís, Santiago, entre otras.
La Ruta cuenta con el apoyo y soporte de la Casa Museo Hermanas Mirabal Archivado el 9 de junio de 2013 en Wayback Machine., así también ha contado con el apoyo de los ayuntamientos municipales de la provincia, la Secretaría de Estado de Cultura, la plaza de la Cultura de Bonao, el Centro de la Cultura de Santiago, el Centro León, el grupo ecológico y cultural Ruth Vasallo, la Casa de la Cultura de La Vega, Pinturas Popular.
Bajo el lema "Cultura de Paz y Desarrollo", la iniciativa busca promover valores y tradiciones de la zona, revalorizar la producción agrícola, las flores, el cacao, las mujeres líderes y la lucha por la libertad y democracia desde el pueblo, así como impulsar el turismo cultural, dando un mayor auge a los municipios Salcedo, Tenares y Villa Tapia y ofrendar una imagen que resalte las valiosas características de la provincia. 
Estos murales muestran temas alusivos a la promoción de la mujer y una cultura de paz y desarrollo con artistas de alta categoría, tanto de la Provincia, como de otros pueblos del país.
El proyecto “Ruta de los Murales” cuenta, hoy en día, más de 400 murales artísticos, fruto de diversos artistas, escuelas y estilos. En ella podemos apreciar el talento de artistas nacionales e internacionales, con mucha experiencia y de joven trayectoria en el arte, los cuales pueden ser apreciados en las principales calles y muros de la ciudad de Las Mariposas.

Ecoparque de la Paz
El Ecoparque de la Paz es un espacio lleno de recursos naturales para disfrutar, en un ambiente familiar y acogedor como su nombre lo dice lleno de paz, armonía y hermosura, con el verdor de cada una de las arboledas. 
Se encuentra en Ojo de Agua, Salcedo a unos pocos metros de la casa materna de las Hermanas Mirabal.
El Ecoparque de la Paz fue inaugurado en el 50 aniversario de la muerte de las heroínas Hermanas Mirabal. 
Cuenta con una extensión de unos 16,000 metros cuadrados con cientos de especies de arbóreas nativas y endémicas de la República Dominicanas clasificada por familias con un fichero que da su descripción.
Este parque sirve de lugar de esparcimiento a la población y de atractivo para los visitantes, así que también vale la pena dar un paseo en este espacio enteramente ecológico perfecto para caminatas, hacer horas de lecturas, contemplación y relajación.

 Reserva Científica La Salcedoa

La Reserva Científica La Salcedoa debe su nombre a la recién descubierta Salcedoa Mirabaliarum, una especie vegetal nueva para la ciencia, así llamada en honor a las Hermanas Mirabal, mártires de la lucha en contra de la dictadura. La misma se extiende en un área de 42 km² en la Cordillera Septentrional entre la provincia Hermanas Mirabal y la provincia Espaillat.
Esta área, de composición caliza, emergió del mar por el choque de la placa tectónica del Caribe y la placa tectónica de Norteamérica hace aproximadamente 23 millones de años.
Es la zona cárstica de mogotes más elevada de la república dominicana, su altitud varía entre los 500 y los 800 metros, siendo a la vez una de las zonas de bosque nublado de menor elevación debido a los vientos alisios que soplan desde el océano Atlántico.
Debido a sus características de pluviosidad, vegetación y estructura geológica en la zona de la Reserva nacen decenas de ríos: Jamao y sus afluentes Partido y Cañada Clara, Río Boba, Veragua, Cenoví entre otros. También se abastecen la mayoría de los acueductos de las áreas aledañas constituyéndose en la más importante zona de captación de recursos hídricos.
La zona se encuentra muy intervenida por la acción del hombre, sin embargo hay todavía reducidas áreas de vegetación original.
En la reserva se han identificado un total de 700 especies vegetales vasculares, de las cuales 29 especies de orquídeas y 12 especies de bromelias. 55 de las especies encontradas son amenazadas o protegidas, algunas de las cuales de distribución exclusiva de este lugar como la Salcedoa Mirabaliarun.
Es una de las áreas de la República Dominicana donde podemos encontrar el más alto número de especies vegetales que de forma natural no se encuentran en ninguna otra parte del mundo (endemismo).
Entre la fauna podemos mencionar el solenodonte o almiquí de las Española, pequeño mamífero propio de la isla y en vía de extinción, la reserva también es refugio de muchas aves como ciguas, Barrancolí, aura entre otras.